# Per Oscarsson
Per Oscarsson (Estocolmo, 28 de janeiro de 1927 -  morto em 30 ou 31 de dezembro de 2010) foi um ator de cinema sueco.
Na noite de 30 de dezembro de 2010, um incêndio começou na casa de Per Oscarsson e de sua esposa Kia Östling. Em 31 de dezembro um parente encontrou a casa queimada até o chão apenas com a fundação e chaminé remanescente. Dias depois, houve a confirmação de que o casal estava em casa no momento do incêndio.